# Museu Janete Costa
O Museu Janete Costa de Arte Popular é um museu sediado num casarão datado de 1892 no bairro do Ingá, em Niterói, no Rio de Janeiro, no Brasil. Ocupa uma área total de 1 400 metros quadrados, incluindo seu anexo. É dedicado à arte popular brasileira. Tem, como patronesse, a curadora de arte Janete Costa. Entre suas instalações, conta com um ateliê para artistas populares.

## História
Foi inaugurado em 28 de novembro de 2012. Fechado para obras no início de 2013, foi reaberto no mesmo ano após uma reforma que durou seis meses, comandada pelo arquiteto Mário Costa, filho de Janete Costa.